# Poio
Poio – gmina w Hiszpanii, w prowincji Pontevedra, w Galicji, o powierzchni 33,93 km². W 2011 roku gmina liczyła 16 642 mieszkańców.